# Liste der Kulturgüter in Fahrni
Die Liste der Kulturgüter in Fahrni enthält alle Objekte in der Gemeinde Fahrni im Kanton Bern, die gemäss der Haager Konvention zum Schutz von Kulturgut bei bewaffneten Konflikten, dem Bundesgesetz vom 20. Juni 2014 über den Schutz der Kulturgüter bei bewaffneten Konflikten sowie der Verordnung vom 29. Oktober 2014 über den Schutz der Kulturgüter bei bewaffneten Konflikten unter Schutz stehen.
Es sind weder A-Objekte noch B-Objekte auf dem Gemeindegebiet ausgewiesen, Objekte der Kategorie C fehlen zurzeit (Stand: 12. Februar 2024). Unter übrige Baudenkmäler sind Objekte zu finden, die im Bauinventar des Kantons Bern als «schützenswert» verzeichnet sind.

## Übrige Baudenkmäler
Hinweis: Als Objekt-Identifikator (ID) wird die Grundstücksnummer verwendet.
| ID  | Foto |                 | Objekt                         | Typ | Standort                         | Beschreibung |
| --- | ---- | --------------- | ------------------------------ | --- | -------------------------------- | ------------ |
| 27  | BW   | Datei hochladen | Speicher (1718)                | G   | Lood 72a 617127 / 182823         |              |
| 36  | BW   | Datei hochladen | Bauernhaus (1747)              | G   | Dörfli 85 617642 / 182872        |              |
| 36  | BW   | Datei hochladen | Speicher (1828)                | G   | Dörfli 85a 617603 / 182812       |              |
| 78  | BW   | Datei hochladen | Speicher (um 1800)             | G   | Rachholtern 55a 616183 / 182597  |              |
| 97  | BW   | Datei hochladen | Bauernhaus (2. Hälfte 18. Jh.) | G   | Tränkebach 92 617757 / 182553    |              |
| 118 | BW   | Datei hochladen | Speicher-Stöckli (1821)        | G   | Rachholtern 54a 616175 / 182647  |              |
| 191 | BW   | Datei hochladen | Speicher (1669)                | G   | Lueghubel 48b 615927 / 182897    |              |
| 309 | BW   | Datei hochladen | Bauernhaus (1893)              | G   | Rachholtern 63 616366 / 182608   |              |
| 309 | BW   | Datei hochladen | Speicher (1775)                | G   | Rachholtern 63b 616395 / 182618  |              |
| 379 | BW   | Datei hochladen | Speicher (Mitte 18. Jh.)       | G   | Schlierbach 112a 617962 / 182478 |              |
| 426 | BW   | Datei hochladen | Speicher (Mitte 18.Jh.)        | G   | Rachholtern 57b 616412 / 182562  |              |
| 434 | BW   | Datei hochladen | Stöckli / Alte Post (1816)     | G   | Dörfli 83a 617530 / 182858       |              |

Hinweis zur Legende: Anstelle der KGS-Nummer wird als Objekt-Identifikator (ID) die Grundstücksnummer verwendet.